# Романовский (Новосибирская область)
Романовский — упразднённый посёлок в Доволенском районе Новосибирской области России. На момент упразднения входил в состав Согорнского сельсовета. Исключен из учётных данных в 1972 году.

## География
Располагался на юге района, южнее местной дороги «Согорное — Брянский», в 7 км к юго-западу от окраины села Согорное.

## История
Посёлок был основан в 1910 году. В 1928 году состоял из 41 хозяйств. В административном отношении являлся центром Романовского сельсовета Петропавловского района Каменского округа Сибирского края.
В 1953 году Романовский сельсовет объединен с Травинским. В 1960 году посёлок перечислен в Согорный сельсовет. Решением Новосибирского облисполкома от 24.04.1972 г. № 264 посёлок исключен из учётных данных.

## Население
По переписи 1926 г. в посёлке проживало 225 человек, в том числе 102 мужчин и 123 женщины. Основное население — русские.